# Нижня Полтавка
Нижня Полтавка — село Константиновського району Амурської області Росії.
Свою назву населений пункт одержав від переселенців з Полтавської губернії.

## Географія
Село Нижня Полтавка стоїть у нижній течії річки Топкоча (ліва притока Амуру).
Село Нижня Полтавка розташоване на північний схід від районного центру Константиновського району села Константиновка.
Автомобільна дорога іде через село Ключі, відстань 25 км.
Від села Нижня Полтавка на північ іде дорога на село Середня Полтавка, на північний схід — на село Золотоножка, на схід — на село Дім Михайловського району.

## Населення
| 2002  | 2010  | 2012  | 2013  | 2014  | 2015  | 2016  |
| ----- | ----- | ----- | ----- | ----- | ----- | ----- |
| 1558  | ↘1235 | ↘1223 | ↘1192 | ↗1203 | ↘1192 | ↘1171 |
| 2017  | 2018  |       |       |       |       |       |
| ↘1167 | ↗1177 |       |       |       |       |       |